# Raymond Kalisz
Raymond Philip Kalisz, (ur. 25 września 1927, zm. 12 grudnia 2010) – amerykański biskup katolicki polskiego pochodzenia, werbista. W 1980 mianowany ordynariuszem Wewak w Papui. Prezydent Katolickiej Konferencji Biskupów Papui-Nowej Gwinei i Wysp Salomona w latach 1996–1999. Przeszedł na emeryturę w 2002.